# Stuart Wilson (tecnico del suono)
Stuart Wilson (Scozia, ...) è un tecnico del suono britannico, vincitore del premio Oscar nella categoria miglior sonoro per il film 1917.

## Filmografia

### Cinema
- Leon the Pig Farmer, regia di Vadim Jean e Gary Sinyor (1992)
- Il segreto di Rapture (The Secret of Rapture), regia di Howard Davies (1993)
- Un single per due (Solitaire for 2), regia di Gary Sinyor (1994)
- Blue Juice, regia di Carl Prechezer (1995)
- The Phoenix and the Magic Carpet, regia di Zoran Perisic (1995)
- El último viaje de Robert Rylands, regia di Gracia Querejeta (1996)
- The Slab Boys, regia di John Byrne (1997)
- Stiff Upper Lips, regia di Gary Sinyor (1997)
- The land girls - Ragazze di campagna (The Land Girls), regia di David Leland (1998)
- The Avengers - Agenti speciali (The Avengers), regia di Jeremiah S. Chechik (1998)
- L'amore dell'anno (This Year's Love), regia di David Kane (1999)
- Ratcatcher, regia di Lynne Ramsay (1999)
- The Big Tease, regia di Kevin Allen (1999)
- Tube Tales, registi vari (1999)
- The Last Yellow, regia di Julian Farino (1999)
- Romantici nati (Born Romantic), regia di David Kane (2000)
- Affittasi camera (Room to Rent), regia di Khaled El Hagar (2000)
- 24 Hour Party People, regia di Michael Winterbottom (2002)
- Morvern Callar, regia di Lynne Ramsay (2002)
- Quando verrà la pioggia (The Intended), regia di Kristian Levring (2002)
- Cose di questo mondo (In This World), regia di Michael Winterbottom (2002)
- The Dreamers - I sognatori (The Dreamers), regia di Bernardo Bertolucci (2003)
- Codice 46 (Code 46), regia di Michael Winterbottom (2003)
- Festival Express, regia di Bob Smeaton (2003)
- 9 Songs, regia di Michael Winterbottom (2004)
- Millions, regia di Danny Boyle (2004)
- The Constant Gardener - La cospirazione (The Constant Gardener), regia di Fernando Meirelles (2005)
- Bab'Aziz - Il principe che contemplava la sua anima (Bab'Aziz - Le prince qui contemplait son âme), regia di Nacer Khemir (2005)
- The Road to Guantanamo, regia di Michael Winterbottom e Mat Whitecross (2006)
- A Cock and Bull Story, regia di Michael Winterbottom (2006)
- Marie Antoinette, regia di Sofia Coppola (2006)
- A Mighty Heart - Un cuore grande (A Mighty Heart), regia di Michael Winterbottom (2007)
- Harry Potter e l'Ordine della Fenice (Harry Potter and the Order of the Phoenix), regia di David Yates (2007)
- Hotel Chevalier, regia di Wes Anderson - cortometraggio (2007)
- La promessa dell'assassino (Eastern Promises), regia di David Cronenberg (2007)
- Genova - Un luogo per ricominciare (Genova), regia di Michael Winterbottom (2008)
- Harry Potter e il principe mezzosangue (Harry Potter and the Half Blood Prince), regia di David Yates (2009)
- Fantastic Mr. Fox, regia id Wes Anderson (2009)
- Harry Potter e i Doni della Morte - Parte 1 (Harry Potter and the Deathly Hallows - Part 1), regia di David Yates (2010)
- Harry Potter e i Doni della Morte - Parte 2 (Harry Potter and the Deathly Hallows - Part 2), regia di David Yates (2011)
- George Harrison: Living in the Material World, regia di Martin Scorsese (2011)
- Passioni e desideri (360), regia di Fernando Meirelles (2011)
- War Horse, regia di Steven Spielberg (2011)
- Crossfire Hurricane, regia di Brett Morgen (2012)
- Skyfall, regia di Sam Mendes (2012)
- World War Z, regia di Marc Forster (2013)
- Edge of Tomorrow - Senza domani (Edge of Tomorrow), regia di Doug Liman (2014)
- Cenerentola (Cinderella), regia di Kenneth Branagh (2015)
- Macbeth, regia di Justin Kurzel (2015)
- Spectre, regia di Sam Mendes (2015)
- Star Wars - Il risveglio della Forza (Star Wars: The Force Awakens), regia di J. J. Abrams (2015)
- Rogue One: A Star Wars Story, regia di Gareth Edwards (2016)
- Star Wars - Gli ultimi Jedi (Star Wars: The Last Jedi), regia di Rian Johnson (2017)
- Maria Maddalena (Mary Magdalene), regia di Garth Davis (2018)
- Solo: A Star Wars Story, regia di Ron Howard (2018)
- I due papi (The Two Popes), regia di Fernando Meirelles (2019)
- 1917, regia di Sam Mendes (2019)
- Star Wars - L'ascesa di Skywalker (Star Wars: The Rise of Skywalker), regia di J. J. Abrams (2019)
- The Batman, regia di Matt Reeves (2022)
- Empire of Light, regia di Sam Mendes (2022)

### Televisione
- Screen Two - serie TV, 3 episodi (1994-1995)
- Shockers - serie TV, episodio 1x01 (1999)
- The Sins - miniserie TV (2000)
- The Infinite Worlds of H.G. Wells - miniserie TV, 6 episodi (2001)
- Lost - Dispersi nell'oceano (Stranded), regia di Charles Beeson - film TV (2002)
- The Biographer, regia di Philip Saville - film TV (2002)
- Trial & Retribution - serie TV, episodio 7x01 (2003)
- Il coraggio di Irena Sendler (The Courageous Heart of Irena Sendler), regia di John Kent Harrison - film TV (2009)

## Riconoscimenti
Premio Oscar
- 2012 - Candidatura al miglior sonoro per War Horse[3]
- 2013 - Candidatura al miglior sonoro per Skyfall[4]
- 2016 - Candidatura al miglior sonoro per Star Wars - Il risveglio della Forza[5]
- 2017 - Candidatura al miglior sonoro per Rogue One: A Star Wars Story[6]
- 2018 - Candidatura al miglior sonoro per Star Wars - Gli ultimi Jedi[7]
- 2020 - Miglior sonoro per 1917
- 2023 - Candidatura al miglior sonoro per The Batman